# Ведильцівська сільська рада
Веди́льцівська сільська́ ра́да — орган місцевого самоврядування у Чернігівському районі Чернігівської області. Адміністративний центр — село Ведильці.

## Загальні відомості
Ведильцівська сільська рада утворена в 1930 році.
- Територія ради: 38,08 км²
- Населення ради: 1274 особи (станом на 2001 рік)

## Населені пункти
Сільській раді підпорядковані населені пункти:
- с. Ведильці
- с. Малійки

## Склад ради
Рада складається з 16 депутатів та голови.
- Голова ради: Кузьменко Валентин Миколайович
- Секретар ради: Духно Марина Михайлівна

### Керівний склад попередніх скликань
| ПІБ                            | Основні відомості                                                                     | Дата обрання | Дата звільнення |
| ------------------------------ | ------------------------------------------------------------------------------------- | ------------ | --------------- |
| Кузьменко Валентин Миколайович | Сільський голова, 1960 року народження, освіта вища                                   | 26.03.2006   | 31.10.2010      |
| Кузьменко Валентин Миколайович | Сільський голова, 1960 року народження, освіта вища, член Української Народної Партії | 31.10.2010   |                 |

Примітка: таблиця складена за даними джерела

### Депутати
За результатами місцевих виборів 2010 року депутатами ради стали:

#### За суб'єктами висування
| Суб'єкт висування           | Кількість обраних депутатів | %    |
| --------------------------- | --------------------------- | ---- |
| Самовисування               | 9                           | 56,3 |
| Партія регіонів             | 6                           | 37,5 |
| Комуністична партія України | 1                           | 6,3  |

#### За округами
| № округу                    | Прізвище, ім'я, по батькові  | Дата визнання обраним | Освіта             | Партійна приналежність            | Відомості про обраного депутата                        |
| --------------------------- | ---------------------------- | --------------------- | ------------------ | --------------------------------- | ------------------------------------------------------ |
| Комуністична партія України |                              |                       |                    |                                   |                                                        |
| 1                           | Сергієнко Любов Михайлівна   | 04.11.2010            | вища               | член Комуністичної партії України | тимчасово не працює                                    |
| Партія регіонів             |                              |                       |                    |                                   |                                                        |
| 3                           | Коротич Ніна Іванівна        | 04.11.2010            | середня спеціальна | член Партії регіонів              | Ведильцівський будинок культури, директор              |
| 4                           | Михайлюк Наталія Григорівна  | 04.11.2010            | вища               | член Партії регіонів              | тимчасово не працює                                    |
| 6                           | Росла Оксана Василівна       | 04.11.2010            | середня спеціальна | член Партії регіонів              | ЦБК, м. Славутич, охоронець                            |
| 7                           | Ворох Людмила Володимирівна  | 04.11.2010            | середня            | член Партії регіонів              | тимчасово не працює                                    |
| 12                          | Яковенко Ганна Миколаївна    | 04.11.2010            | вища               | член Партії регіонів              | тимчасово не працює                                    |
| 14                          | Блашкун Анатолій Миколайович | 04.11.2010            | середня спеціальна | член Партії регіонів              | ПОП "Червона Зірка ", шофер                            |
| Самовисування               |                              |                       |                    |                                   |                                                        |
| 2                           | Ширай Валентина Кіндратівна  | 04.11.2010            | вища               | позапартійна                      | тимчасово не працює                                    |
| 5                           | Кузьменко Галина Миколаївна  | 04.11.2010            | вища               | позапартійна                      | Ведильцівська сільська рада, техпрацівниця             |
| 8                           | Живець Надія Дмитрівна       | 04.11.2010            | середня спеціальна | позапартійна                      | Ведильцівська сільська рада, соціальний працівник      |
| 9                           | Духно Марина Михайлівна      | 04.11.2010            | вища               | позапартійна                      | Ведильцівська сільська рада, секретар                  |
| 10                          | Ковальчук Тетяна Вікторівна  | 04.11.2010            | вища               | позапартійна                      | Ведильцівська сільська рада, касир                     |
| 11                          | Руда Ганна Іванівна          | 04.11.2010            | середня спеціальна | позапартійна                      | тимчасово не працює                                    |
| 13                          | Рак Людмила Іванівна         | 04.11.2010            | вища               | позапартійна                      | Малійківський фельдшерсько-акушерський пункт, фельдшер |
| 15                          | Кузьменко Ніна Григорівна    | 04.11.2010            | середня спеціальна | позапартійна                      | Ведильцівське лісництво, охоронець                     |
| 16                          | Авраменко Ольга Ярославівна  | 04.11.2010            | середня            | позапартійна                      | Ведильцівське відділення поштового зв'язку, листоноша  |